# 雙北公車車號列表
雙北公車車號列表紀載台北聯營公車與新北市區公車歷年以來主要的使用車牌字元開頭（收尾）列表。
台北市的公車車號有很多種的樣式，三個阿拉伯數字加上兩個英文字母組合及三個英文字母加上四個阿拉伯數字組合的車牌目前最為常見，但排列組合方式，可能因領牌年份、地點而有所差異。

## 歷史沿革
台北市公車車牌自從在1992年開始用綠底白字，2個英文字母加3個數字組成的，當中台北市的車輛(如當時的台北市公車處)以A字開頭，而台北縣的車輛(如三重客運)則是以F字開頭。到了1999年，台北縣領牌或出廠的車輛是採用2U開首的車牌。
2001年，台灣推出新式的車牌搭配，即現時的3個數字加上2個英文字。值得一提的是，部分台北縣車輛卻用了台北市車牌(尤其是2004年領牌的XXX-AC居多，三重客運、新店客運、台北客運的2004年車輛是採用台北市車牌的)。
2007年，新出的車牌，上方不再有地方標記，如「台北市」、「台灣省」等，自此不論北市抑或北縣車輛(甚至是台灣境內所有公車)，皆用XXX-Fx款式的車牌。
2012年12月，為了因應車牌數量不足的問題，車牌號碼全部統一重編，改為「Fxx-XXX」(Ex:FAA-061)的格式進行發牌，英文字母編號再度回到開頭端，但由於新格式的車牌曾發生過製程問題，使得此類車牌一度停發，並再啟用舊有的「三位數＋二英文字母」格式。
2016年起，為了因應「Fxx-XXX」格式號牌與舊式普通重型機車編碼號段產生重複核發相同號碼的問題，新格式的車牌再度出現，是為現在所核發之「KKx-XXXX」(Ex:KKA-0123)格式號牌。

## 已使用的車牌字元開頭（收尾）列表
| 車號英文 | 出廠/領牌年份         | 備註                                                                                          |
| -------- | --------------------- | --------------------------------------------------------------------------------------------- |
| 016-     | 198?-1991             | 016-之後是4位數字 目前全數已報廢，北市公車車牌，公車處有購買兩台雙層巴士，配置74路            |
| 052-     | 198?-1991             | 052-之後是4位數字 目前全數已報廢，新北公車車牌。                                              |
| AG-/-AG  | 1997/2001             | 目前全數已報廢，公車處有購買兩台天然氣公車                                                    |
| AH-/-AH  | 1997-1998、2002       | 目前全數已報廢，大都會客運當時有購買低地盤                                                    |
| FA-      | 1998-1999             | 車牌為FA-xxx，車輛已報廢                                                                      |
| FB-      | 1999-2000             | 目前全數已報廢                                                                                |
| 2U-      | 1999-2001             | 目前全數已報廢，國光客運的車輛巴士迷稱:老大宇                                                 |
| -AC      | 2004-2005             | 部分車輛已報廢，建明客運仍剩沒幾台                                                            |
| -AD      | 2005-2007             | 車輛已報廢                                                                                    |
| -FD      | 2001-2002             | 車輛全部報廢                                                                                  |
| -FE      | 2004-2006             | 部分車輛已報廢                                                                                |
| -FG      | 2006-2007             | 已全數報廢                                                                                    |
| -FL      | 2008                  | 低地盤公車開始普及，已全數報廢                                                                |
| -FM      | 2008-2009、2011、2013 | 已全數報廢                                                                                    |
| -FN      | 2008                  | 僅剩極少數低底盤公車數輛(首都客運)，已全數報廢                                                |
| -FP      | 2009-2010             | 有部份報廢                                                                                    |
| -FQ      | 2009                  | 有部份報廢                                                                                    |
| -FR      | 2010-2012             | 有部份報廢                                                                                    |
| -FS      | 2009-2010、2013       | 開始出現油電混合低地盤公車，有部份報廢                                                        |
| -FT      | 2012-2015             | 有部份報廢                                                                                    |
| -FU      | 2010-2011             | 有部份報廢                                                                                    |
| -FV      | 2011-2021、2025       | 電動車專用，台北客運買進001-FV-002-FV，為全台第一台電動公車，已全數報廢                       |
| -FW      | 2011-2012             | 有部份報廢                                                                                    |
| -FX      | 2013                  | 有部份報廢                                                                                    |
| -FY      | 2012                  | 有部份報廢                                                                                    |
| -FZ      | 2012-2013             | 有部份報廢                                                                                    |
| -XH      | 2008-2010、2013       | 原為高雄市公車車牌 部分車輛已報廢，三重客運已全數報廢                                         |
| -U3      | 2013-2015             | 本車牌只給部分客運公司使用,有部份報廢                                                         |
| -U5      | 2013-2014             | 本車牌只給部分客運公司使用,有部份報廢                                                         |
| -U6      | 2013-2017             | 目前國光客運、基隆客運購買的新車為U6，有部份報廢                                              |
| -U7      | 2015-2024             | 目前三重客運.台北客運.新北客運.指南客運.國光客運皆有使用此車牌 而苗栗客運於2024年初仍然有使用 |
| -U8      | 2016                  | 原為台中市公車車牌                                                                            |
| EAA-     | 2018-至今             | 電動車專用，EAA之後是3位數字，例如「EAA-105」                                                 |
| EAL-     | 2018-至今             | 電動車專用，EAL之後是4位數字，例如「EAL-0001」                                                |
| FAA-     | 2012-2013、2016       | 有部份報廢                                                                                    |
| FAB-     | 2013、2015-2016       | 本車牌只給部分客運公司使用，有部份報廢                                                        |
| FAC-     | 2013、2017-2018       | 有部份報廢                                                                                    |
| FAD-     | 2017                  | 目前三重客運.台北客運.桃園客運.新竹客運皆有使用，例如「FAD-161」                              |
| KKA-     | 2016-至今             | KKA之後是4位數字，例如「KKA-1978」                                                            |
| KKB-     | 2019-至今             | KKB之後是4位數字，例如「KKB-1512」                                                            |
| KKC-     | 2023-至今             | KKC之後是4位數字，例如「KKC-1003」                                                            |
| KKZ-8    | 2021-至今             | KKZ之後是4位數字，例如「KKZ-8003」 目前首都客運.大南汽車.指南客運皆有使用                     |